# クレマン・トゥルパン
- クレマン・チュルパン
- クレマン・テュルパン

クレマン・トゥルパン（Clément Turpin、フランス語発音: [klemɑ̃ tyʁpɛ̃] 。 1982年5月16日 - ）は、フランス・ウラン出身のサッカー審判員。2010年からFIFAに登録されている審判であり、2012年からUEFAエリートグループの審判を務めている。

## 経歴
2010年にFIFAに登録され、2014年と2018年のFIFAワールドカップヨーロッパ予選の主審を務めている。
UEFAヨーロッパリーグ 2010-11からUEFAクラブ大会の審判を務めている。
2016年5月、トゥルパンはフランスサッカー連盟から最高のフランス審判に選ばれた。同年、彼はフランスで開催されたUEFA EURO 2016で審判を務め、ブラジルで開催された2016年リオデジャネイロオリンピックのサッカー競技・男子にUEFAから派遣された5人の審判の1人となった。翌年、トゥルパンはインドで開催された2017 FIFA U-17ワールドカップで審判を務めた。
2018年3月29日、FIFAは、トゥルパンがロシアで開催される2018 FIFAワールドカップで主審を務めることを発表した。
2020年7月4日、レフスキ・ソフィアとスラビア・ソフィアの間で行われたソフィアダービー（オールデスト・キャピタル・ダービー）を担当した。
2021年5月26日、ビジャレアルとマンチェスター・ユナイテッドの間で行われた2021年のUEFAヨーロッパリーグ決勝戦を担当した。

## エピソード
- 2025年4月6日のリーグ・アン第28節、残留争い中のスタッド・ランスとチャンピオンズリーグ出場圏内を目指すRCストラスブールの試合で伊東純也のゴールは珍しい形で取り消されてPKにもならなかった事、同選手が終盤に相手のペナルティーエリア内で突き飛ばされてこちらもPKにならなかった判定が波紋を呼び、後者についてはフランスの審判委員会が「PKが与えられるべきものだった」と認めた[10][11]。